# Club Patín Cerceda
El Clube Patín Cerceda és un equip d'hoquei sobre patins de Cerceda, Galícia.
Oficialment el club es va crear l'any 2009 després que el segon equip del Liceo de La Coruña ascendís a l'OK Lliga al final de la temporada 2008-09. En no poder competir dos equips del mateix club en una mateixa categoria es va crear aquesta entitat amb seu a Cerceda, i posteriorment el Liceo li va cedir la plaça de la màxima categoria que havia aconseguit el Liceo B. Diversos jugadors i l'entrenador del Liceo B van passar a formar part d'aquest club i es va completar la plantilla amb nous fitxatges.
El Liceo B ja s'havia anomentat Cerceda Liceo Hockey Club des de l'any 2008, quan el Concello de Cerceda va decidir patrocinar-lo.